# Campeonato Equatoriano de Futebol de 2015 - Série A
O Campeonato Equatoriano de Futebol de 2015 - Série A ou Copa Pilsener 2015 é a quinquagésima sétima edição da primeira divisão do Campeonato Equatoriano. O torneio é organizado pela Federação Equatoriana de Futebol e consistirá em um sistema de 3 etapas. A 1ª e a 2ª etapas serão disputadas no sistema de todos contra todos, a 3ª etapa consistirá na final do torneio em jogos de ida e volta disputados pelos vencedores das etapas anteriores. Serão disptribuidas 3 vagas para a Copa Libertadores da América de 2016 e 4 para a Copa Sul-Americana de 2016.

## Participantes
| Equipe                  | Cidade    | Estádio                                 |
| ----------------------- | --------- | --------------------------------------- |
| Aucas                   | Quito     | Estádio Chillogallo                     |
| Barcelona               | Guayaquil | Estádio Monumental Isidro Romero Carbo  |
| Deportivo Cuenca        | Cuenca    | Estádio Alejandro Serrano Aguilar       |
| Deportivo Quito         | Quito     | Estádio Olímpico Atahualpa              |
| El Nacional             | Quito     | Estádio Olímpico Atahualpa              |
| Emelec                  | Guayaquil | Estádio George Capwell                  |
| Independiente del Valle | Sangolquí | Estádio Municipal Rumiñahui             |
| LDU de Loja             | Loja      | Estádio Federativo Reina del Cisne      |
| LDU de Quito            | Quito     | Estádio de Liga Deportiva Universitaria |
| Mushuc Runa             | Ambato    | Estádio Bellavista                      |
| River Ecuador           | Guayaquil | Estádio Christian Benítez Betancourt    |
| Universidad Católica    | Quito     | Estádio Olímpico Atahualpa              |

## Classificação

### Primeira Etapa
- Atualizado em 29 de Junho de 2015 [1][2]

| Pos | Equipes                 | Pts | J  | V  | E | D  | GM | GS | SG  | Classificação ou rebaixamento                                                |
| --- | ----------------------- | --- | -- | -- | - | -- | -- | -- | --- | ---------------------------------------------------------------------------- |
| 1   | LDU de Quito            | 47  | 22 | 13 | 8 | 1  | 28 | 10 | +18 | Classificados à final do Campeonato e à Copa Libertadores da América de 2016 |
| 2   | Emelec                  | 45  | 22 | 13 | 6 | 3  | 41 | 18 | +23 |                                                                              |
| 3   | Independiente del Valle | 42  | 22 | 12 | 6 | 4  | 35 | 24 | +11 |                                                                              |
| 4   | Barcelona               | 44  | 22 | 10 | 3 | 9  | 33 | 24 | +9  |                                                                              |
| 5   | Deportivo Quito         | 29  | 22 | 7  | 8 | 7  | 33 | 37 | -4  |                                                                              |
| 6   | El Nacional             | 28  | 22 | 8  | 4 | 10 | 28 | 24 | +4  |                                                                              |
| 7   | River Ecuador           | 26  | 22 | 7  | 5 | 10 | 27 | 32 | -5  |                                                                              |
| 8   | Mushuc Runa             | 26  | 22 | 7  | 5 | 10 | 25 | 38 | -13 |                                                                              |
| 9   | Deportivo Cuenca        | 23  | 22 | 5  | 8 | 9  | 25 | 37 | -12 |                                                                              |
| 10  | Aucas                   | 22  | 22 | 5  | 7 | 10 | 32 | 34 | -2  |                                                                              |
| 11  | Universidad Católica    | 21  | 22 | 5  | 6 | 11 | 22 | 31 | -9  |                                                                              |
| 12  | LDU de Loja             | 19  | 22 | 5  | 4 | 13 | 17 | 37 | -20 |                                                                              |

### Segunda Etapa
| Pos | Equipes                 | Pts | J  | V  | E | D  | GM | GS | SG  | Classificação ou rebaixamento                                                |
| --- | ----------------------- | --- | -- | -- | - | -- | -- | -- | --- | ---------------------------------------------------------------------------- |
| 1   | Emelec                  | 40  | 21 | 11 | 7 | 3  | 41 | 20 | +21 | Classificados à final do Campeonato e à Copa Libertadores da América de 2016 |
| 2   | LDU Quito               | 39  | 21 | 12 | 3 | 6  | 38 | 23 | +15 |                                                                              |
| 3   | Universidad Católica    | 39  | 21 | 12 | 3 | 6  | 34 | 26 | +8  |                                                                              |
| 4   | Independiente del Valle | 37  | 21 | 11 | 4 | 6  | 42 | 26 | +16 |                                                                              |
| 5   | Barcelona               | 29  | 21 | 8  | 6 | 7  | 22 | 20 | +2  |                                                                              |
| 6   | Aucas                   | 29  | 21 | 7  | 8 | 6  | 26 | 25 | +1  |                                                                              |
| 7   | LDU de Loja             | 26  | 21 | 8  | 3 | 10 | 27 | 31 | -4  |                                                                              |
| 8   | River Ecuador           | 25  | 21 | 6  | 7 | 8  | 24 | 29 | -5  |                                                                              |
| 9   | Deportivo Cuenca        | 24  | 21 | 6  | 6 | 9  | 20 | 26 | -6  |                                                                              |
| 10  | Mushuc Runa             | 23  | 21 | 5  | 8 | 8  | 25 | 32 | -7  |                                                                              |
| 11  | El Nacional             | 21  | 21 | 6  | 3 | 12 | 17 | 33 | -16 |                                                                              |
| 12  | Deportivo Quito         | 7   | 21 | 3  | 4 | 14 | 15 | 40 | -25 |                                                                              |

## Final
Jogo de ida
| 16 de dezembro de 2015 | Emelec                    | 3 - 1 | LDU Quito    | Estádio Reales Tamarindos, Portoviejo        |
| 19:15                  | Gaibor 7' · Mena 49', 66' | FEF   | Cevallos 83' | Público: 14 023 Árbitro: EQU Vinicio Espinel |

Jogo de volta
| 20 de dezembro de 2015 | LDU Quito | 0 - 0 | Emelec | Casa Blanca, Quito                          |
| 11:30                  |           | FEF   |        | Público: 26 045 Árbitro: EQU Daniel Salazar |

## Artilharia
- Atualizado em 2 de Dezembro de 2015 [3]

| Pos. | Jogador         | Equipe                 | Gols |
| ---- | --------------- | ---------------------- | ---- |
| 1    | Miler Bolaños   | Emelec                 | 25   |
| 2    | Daniel Néculman | River Ecuador          | 20   |
| 3    | Narciso Mina    | LDU Quito              | 14   |
| 3    | Bruno Vides     | Universidad Católica   | 14   |
| 3    | Ismael Blanco   | Barcelona de Guayaquil | 14   |